# Son Malherido

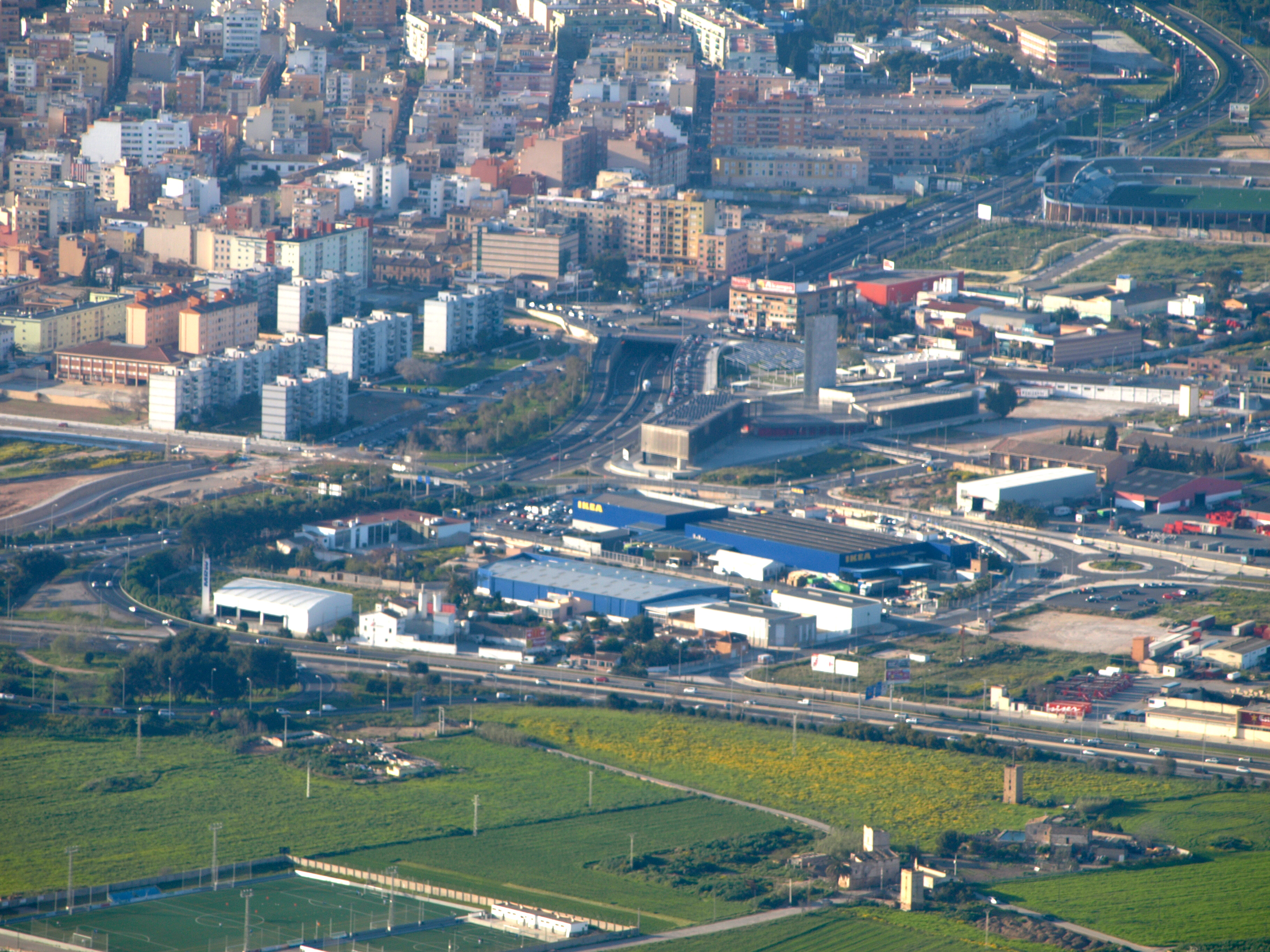
Vista aérea de La Soledad (izquierda) y Son Malherido (derecha).

Son Malherido (en catalán Son Malferit) es un barrio de Palma de Mallorca, Baleares, España.
El barrio está delimitado por La Soledad, Estadio Balear, Polígono de Levante, El Molinar, Coll de Rabasa y Son Ferriol.
Contaba en 2007 con una población de solo 55 habitantes.
A este barrio se puede acceder a través de la línea 14 de la EMT.